# Маренвиллер
Маренвилле́р (фр. Marainviller) — коммуна во французском департаменте Мёрт и Мозель региона Лотарингия. Относится к  кантону Люневиль-Сюд.	

## География
Маренвиллер расположен в 33 км к востоку от Нанси. Стоит на Везузе. Соседние коммуны: Ланёввиль-о-Буа на северо-востоке, Манонвиллер на востоке, Тьебомениль на юго-востоке, Круамар на северо-западе.

## Демография
Население коммуны на 2010 год составляло 702 человека.
| 1962 | 1968 | 1975 | 1982 | 1990 | 1999 | 2010 |
| ---- | ---- | ---- | ---- | ---- | ---- | ---- |
| 587  | 566  | 651  | 687  | 642  | 654  | 702  |

## Достопримечательности
- Церковь XVIII века.